# Baltrum II
Die Baltrum II ist ein Inselversorgungsschiff der Reederei Baltrum-Linie, das für die Versorgung der Insel Baltrum eingesetzt ist.

## Geschichte
Die Baltrum II wurde 1966 unter der Baunummer 98 auf der Schiffswerft Julius Diedrich in Oldersum speziell für die Inselversorgung gebaut. Die Kiellegung fand am 25. Februar, der Stapellauf im August 1966 statt. Die Fertigstellung des Schiffes erfolgte im September 1966.

## Beschreibung
Das Schiff ist sowohl für den Transport von flüssiger und trockener Ladung als auch für die Beförderung von Fahrzeugen eingerichtet. Ursprünglich war auch der Transport von Passagieren und deren Gepäck möglich. Es verfügt über zwei jeweils zwölf Meter lange Laderäume, die mit Glattlukendeckeln verschlossen werden. In den Laderäumen wird überwiegend palettierte Ladung befördert. Auf offenen Deck, das sich hinter dem im Vorschiffsbereich angeordneten Deckshaus befindet, können Fahrzeuge, Container oder sperrige Güter transportiert werden. Für den Ladungsumschlag steht ein Derrickkran zur Verfügung. Neben den Laderäumen ist das Schiff auch mit zwei Ladetanks mit einer Kapazität von zusammen 43 m³ ausgestattet. Die Ladetanks wurden früher insbesondere für den Transport von Heizöl genutzt.
Im Deckshaus ist auf dem Hauptdeck ein Salon eingerichtet, in dem bis zu 20 Fahrgäste Platz fanden. Weitere Passagiere fanden im Sommer zusätzlich auf dem Passagierdeck Platz. Wegen der auf zwei Besatzungsmitglieder reduzierten Mannschaft an Bord dürfen keine Passagiere mehr befördert werden.
Angetrieben wird das Schiff von einem MWM-Dieselmotor mit 316 kW Leistung. Der Motor wirkt über ein Untersetzungsgetriebe auf einen Festpropeller.
Namensvorgänger war die Baltrum II aus dem Jahr 1935, die heute als Jens Albrecht III immer noch im Einsatz ist. Ein neuer Inselversorger, ein RoRo-Schiff, wurde 2021 fertiggestellt und am 3. Februar 2022 auf den Namen Baltrum V getauft.